# Datapoint
Datapoint Corporation, originalmente conocida como Computer Terminal Corporation (CTC), fue una compañía de ordenadores establecida en San Antonio, Texas, Estados Unidos. Fundada en julio de 1968 por Phil Ray y Gus Roche, sus primeros productos eran, como el nombre inicial de la compañía sugiere, terminales de ordenador para reemplazar las máquinas de teletipo conectadas a sistemas de tiempo compartido.

## Antecedentes
A mediados de la década de los 60, los ingenieros (John) Phil Ray y Austin O. "Gus" Roche trabajaban para la división Dynatronic de General Dynamics en Florida, como parte de un equipo de computación contratado por la NASA para llevar a cabo el reto del Presidente John F. Kennedy de poner un hombre en la luna. En esos tiempos, los ordenadores mainframe eran grandes habitaciones llenas de piezas de equipo, para las cuales la entrada de datos se realizaba utilizando sencillos y ruidosos terminales teletipo. Por consejo de uno de sus tutores de la Universidad de Texas, Ray y Roche decidieron desarrollar un dispositivo de entrada más silencioso y pequeño utilizando como pantalla un televisor.

## Comienzos

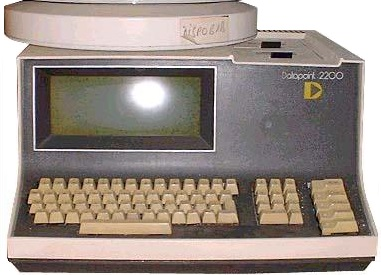
Datapoint 2200

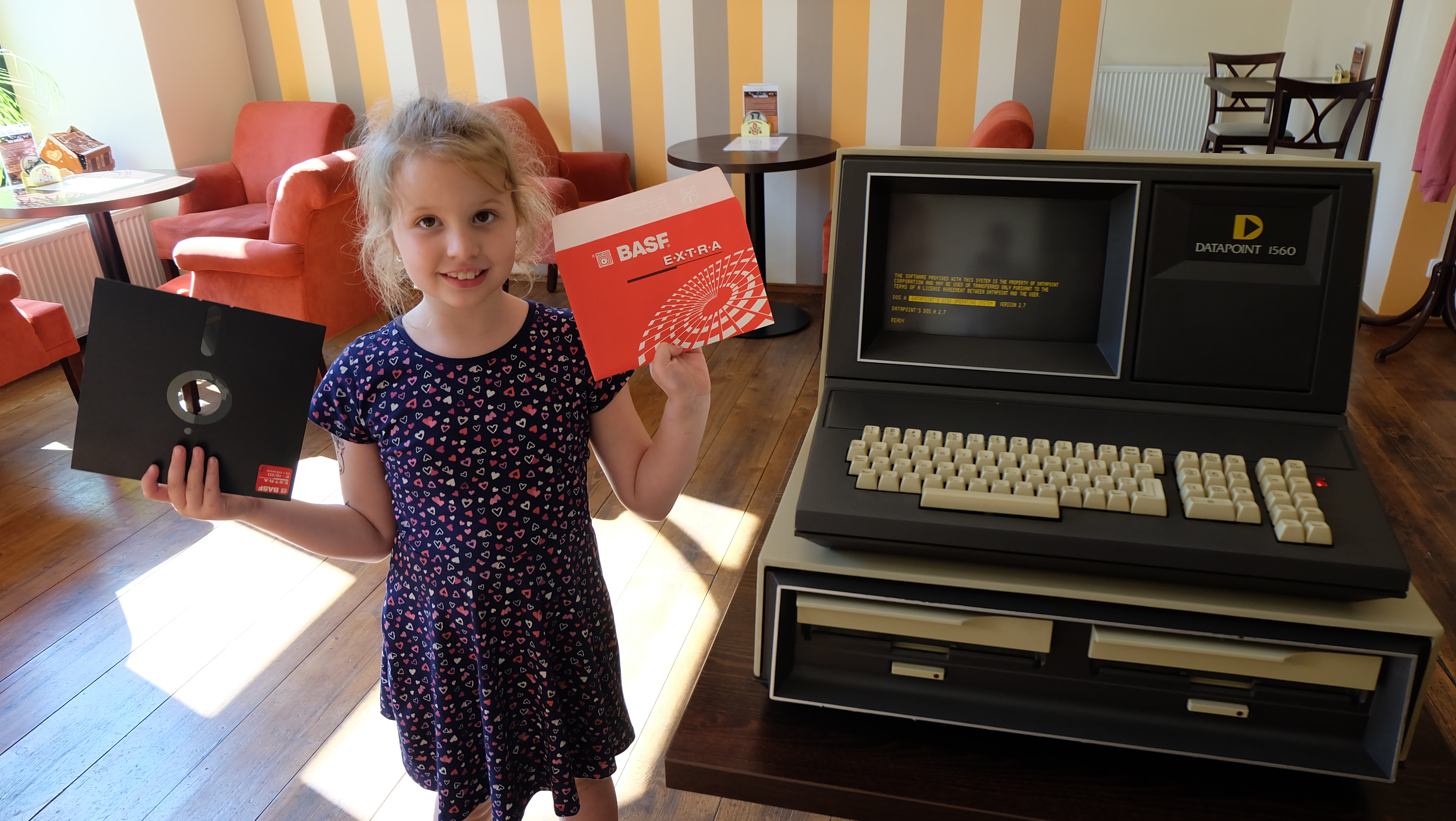
Datapoint 1560 con 2 disqueteras flexibles de 8"

Después de encontrar patrocinadores en San Antonio, Texas, ambos se incorporaron a Computer Terminal Corporation (CTC) en julio de 1968. Basándose en un nuevo chip desarrollado por Texas Instruments, con una carcasa creada por un diseñador industrial de la Ciudad de Nueva York, la compañía había desarrollado tres prototipos del Datapoint 3300 (nombre derivado del modelo competidor existente Teletype Model 33), y fue un éxito inmediato en las novedades de ordenadores de ese año.
A pesar del éxito, las órdenes de compra resultantes generaron a la compañía varios problemas de primer orden: no tenían capacidad de producción, y no tenían dinero para construir una fábrica. Además, los chips de TI incluidos en los 3300 eran tan poco fiables que necesitaban ser reeemplazados cada 30 minutos. [cita requerida] En octubre de 1969, la compañía recaudó 4 millones de dólares a través de una ofrenda pública inicial (OPV).  Esto les permitió externalizar la producción a corto plazo a una serie de fabricantes locales, incluyendo un fabricante de cascos de motocicleta, antes de construir sus plantas de fabricación propias. Una vez puesta en marcha la producción, empezaron a utilizar chips tanto de TI como de Intel, incurriendo en grandes deudas con ambos. [cita requerida]
El Datapoint 3300 se vendió con mucho éxito durante unos cuantos años. Posteriormente fue reetiquetado y vendido como DEC VT06 y HP 2600.[cita requerida] 

## Invención del microprocesador
Después de levantar 4 millones de dólares en una OPV en agosto de 1969, vendiendo las acciones a 8 dólares, en agosto de 1970 las participaciones se vendían en $45.
Ray y Roche buscaban desarrollar una terminal nueva más inteligente , y contrataron a tres ingenieros que se conocían entre ellos por su mutuo interés en la radioafición: Victor Poor, Harry Pyle y el universitario Jonathan Schmidt. Mientras trabajaban su aviso de Frederick Electrónics basado en Maryland durante las  vacaciones de Acción de gracias de 1969, Poor y Pyle produjeron la arquitectura subyacente del microprocesador moderno en el suelo de un salón. Entonces pidieron a Schmidt escribir el software de comunicaciones adicional. Lanzando la idea tanto a TI como a Intel, la sociedad desarrolló el Intel 8008, el precursor de los chips de microprocesador encontrados hoy en los dispositivos personales y de computación.
En diciembre de 1969 Poor se unió a CTC como Director Técnico, empleando a Pyle dentro de su equipo y patrocinando el grado universitario a Schmidt. Ray y Roche inquirieron sobre qué partes del diseño podrían caber en un chip de ordenador. Poor y Pyle desarrollaron un proyecto que costaría 100.000 dólares para desarrollar su arquitectura en silicio y ponerla en producción.
CTC no creía que se podrían satisfacer sus objetivos de diseño para construir la CPU con chips discretos TTL, por lo que Ray y Roche acordaron una cena con Bob Noyce, el presidente de Intel, junto con el presidente de Texas Instruments. Teniendo pre-dibujado el esquema para el microprocesador en dos postales, Ray dio uno a cada cual de sus huéspedes, e hizo una apuesta: la primera compañía que pudiera construir un ordenador en un chip (microprocesador) perdonaría Datapoint su factura excepcional. En parte esto eras soportado por la fiscalidad, puesto que ambas deudas eran grandes, y la anulación de cualquiera de ellas significaría que CTC podría evitar ofrecer una oferta pública de seguimiento. Noyce inicialmente cuestionó el acuerdo, sugiriendo que el desarrollo del microprocesador reduciría para Intel  las ventas de sus registros de cambio mudos, pero finalmente aceptó el trato. El resultado fue el desarrollo del microprocesador Intel 8008 por Ted Hoff y Stan Mazor de Intel junto con el científico jefe de IBM Larry Potter.
En años posteriores, después de la muerte de John Phil Ray, su viuda y anfitriona en la cena Brenda Ray Coffe se casó con Baker Botts, abogado de Texas Instruments cuando TI e Intel estuvieron implicados en su pleito sobre quién "inventó" el microprocesador.

## Datapoint 2200
La compañía comenzó a desarrollar el Datapoint 2200, su producto más popular y al que algunos historiadores consideran la invención de la computadora personal.  Poor y Pyle desarrollaron la arquitectura del conjunto de instrucciones que permitió a Phil Ray y Gus Roche diseñar y desarrollar el terminal de computadora programable Datapoint 2200 producido en masa, que podía cargar varias emulaciones almacenadas en cintas de casete. Algunos usuarios de los terminales optaron por utilizarlos como simples computadoras programables.
A pesar del acuerdo inicial Intel no pudo cumplir con la fecha de lanzamiento del producto y, en consecuencia, el procesador del Datapoint 2200 se construyó utilizando la tecnología de chips TTL SSI / MSI convencional de la época. Aun así, la arquitectura de conjunto de instrucciones abrumadoramente dominante de hoy y utilizada en la familia de procesadores x86 de Intel y en todas las CPU compatibles de AMD y otros, desciende directamente de CTC. El 2200 tenía disponible opcionalmente una unidad de disco que usaba disquetes Shugart de 8 " de densidad simple y una sola cara, siendo la primera computadora comercial en incluirlos. El Datapoint 2200 se hizo tan popular que CTC cambió el nombre de la empresa a Datapoint Corp.

## Periodo de boom: 1973-1980
A pesar del éxito del Datapoint 2200, la empresa carecía de las finanzas y las habilidades para gestionar su propia producción y, por lo tanto, se estaba quedando sin efectivo rápidamente. Ray y Roche valoraron la posibilidad de vender la compañía pero la opción se desestimó, llegando a un acuerdo con la compañía TRW para invertir en la empresa. Sin embargo, después de darse cuenta de que su empresa competiría con IBM que era su principal cliente, el presidente de TRW se retiró del trato y renegoció la inversión como la compra de derechos de fabricación en el extranjero. Junto con otras ventas de acciones entre instituciones, recaudaron los 7 millones de dólares necesarios para financiar el desarrollo de un nuevo producto.
Sin embargo, los nuevos inversores descubrieron durante el proceso de auditoría que las cuentas corporativas de Datapoint ocultaban varios agujeros y desafíos. Después de forzar la renuncia del primer presidente de la compañía, el vendedor de seguros de San Antonio Gerald Mazur, nombraron a Harold O'Kelley, quien tenía experiencia en ingeniería y había sido vicepresidente de la firma de electrónica Harris Corporation, y cambió formalmente el nombre de la firma a Datapoint.
O'Kelley se dio cuenta de inmediato de que el acuerdo con TRW tenía defectos fatales. Efectivamente, permitía a TRW fabricar fuera de Norteamérica, pero luego importar el producto y venderlo en Norteamérica en competencia directa con Datapoint. O'Kelley renegoció el acuerdo y cerró con TRW un nuevo contrato que permitía a TRW comercializar el producto fuera de Norteamérica pero no fabricarlo. Posteriormente consiguió obtener 8 millones de dólares de financiación adicional a través de una tercera oferta pública respaldada por Wall Street, con un plan para aumentar las ventas de 18 millones de dólares a 100 millones de dólares en cinco años. Como resultado, bajo la presidencia de O'Kelley entre 1973 y 1981, los ingresos crecieron a un ritmo del 40%, con ventas que superaron los 100 millones de dólares en 1977 y alcanzando los 450 millones de dólares en 1981.
Este crecimiento solo fue posible a través del desarrollo de varios productos a través de la asociación entre Ray, Roche, Poor y Pyle. Uno de ellos era Datashare, un concepto que permitía que muchos terminales se comunicaran entre sí independientemente de un mainframe. En 1976, Datapoint introdujo una máquina que enrutaba automáticamente las llamadas telefónicas salientes a la línea más barata disponible, al liberalizar el mercado de telecomunicaciones en EE. UU. tras la división de AT&T. Posteriormente introdujo software de directorio telefónico y programas de procesamiento de texto, así como funciones de correo electrónico.
Otra de las invenciones de Datapoint fue el protocoloARCnet, inventado en 1977 y originalmente llamado ARC (Attached Resource Computer), que fue uno de los primeros protocolos de red de área local (LAN) de paso de tokens, y el lenguaje de programación de alto nivel PL/B, que originalmente se llamaba Databus (de Datapoint business language) y se ejecutó bajo el intérprete multiusuario de Datashare. Posteriores desarrollos incluyeron un sistema inteligente de disco mapeado o MIDS (Mapped Intelligent Disc System) que conectaba en red los terminales de la serie 2200 a un único sistema operativo de disco de almacenamiento masivo y mejoraba el procesamiento de datos distribuidos. Los sistemas operativos patentados incluían DOS y RMS, y Datapoint posteriormente modificó su hardware para basarse en las CPU de Intel 386.
El protocolo ARCnet fue sustituido en poco tiempo por ARCnetplus, que proporcionaba un rendimiento de 20 Mbit/s e incluía opciones como LiteLink, que utilizaba tecnología de infrarrojos para conectar sistemas en edificios adyacentes. Este protocolo se lanzó en la época en la que llegó el protocolo Ethernet de 100 Mbit/s, por lo que nunca consiguió mucha cuota de mercado, a pesar de que ARCnet usó un cable coaxial simple y delgado, no el cable amarillo grueso de Ethernet, y a pesar de tener una velocidad de transmisión más lenta, tenía un rendimiento superior y era mucho más sencillo de configurar y operar (los servidores se podían conectar y desconectar sin tener que desconectar la red o reconfigurarla).
Datapoint también desarrolló y patentó una de las primeras implementaciones de  picture-in-picture  en  videoconferencia llamada MINX (Multimedia Information Network eXchange o intercambio en red de Información multimedia). También fue parte de los primeros sistemas de vídeo para visitas y acuerdos. Se ha sugerido que la compañía hizo más dinero de los pleitos por infringir patentes que por ventas directas del producto.

## Decadencia: 1980-1984
A principios de la década de 1980, Datapoint se clasificó como una de las empresas de la lista Fortune 500. Los plazos de entrega se alargaban rápidamente a medida que aumentaba la demanda de los productos de Datapoint, lo que provocaba mayores retrasos en las entregas y clientes insatisfechos. La presión para aumentar las ventas llevó a que se aceptaran algunos pedidos cuestionables. Para agravar esto, muchos de los pedidos se realizaban simplemente para garantizar la disponibilidad del producto en un momento futuro cuando se esperaba que los pedidos reales se hubieran realizado. Cuando llegó el momento en el que los pedidos reales no se materializaron, el exceso de capacidad y el aumento de los inventarios llevaron al colapso financiero. Además, algunos de los clientes quebraron antes de pagar sus facturas debido a la desaceleración general del negocio. Tales factores obligaron a Datapoint a cancelar ventas o registrar importantes deudas como incobrables, lo que provocó que la empresa perdiera en unos pocos meses a principios de 1982 un total de 800 millones de dólares de su capitalización de mercado. La Comisión de Bolsa y Valores de EE. UU. (SEC) ordenó a Datapoint que detuviera estas prácticas.
Después de cancelar la ceremonia de inauguración en un nuevo edificio de la sede en marzo de 1982, la fábrica en Waco, Texas, cerró a principios de 1982 y toda la producción de Waco se transfirió a la nueva fábrica de Fort Worth. La factoría de Fort Worth cerró en 1985 cuando la compañía continuó prácticamente en caída libre, quedando la fábrica de San Antonio (también conocida como "9725") como la única fábrica existente en los Estados Unidos. La producción se redujo aún más y se consolidaron varias instalaciones de San Antonio, y gran parte del espacio de la fábrica 9725 se convirtió en oficinas para permitir la rescisión de los contratos de arrendamiento de oficinas en la zona. Mientras que numerosos empleados de la fábrica se trasladaron de Waco a Fort Worth, muy pocos se mudaron de Fort Worth a San Antonio, ya que el tamaño de la empresa se estaba reduciendo rápidamente.

## Absorción de Edelman
En diciembre de 1984, el tiburón empresarial Asher B. Edelman reveló que había acumulado una participación del 8% en Datapoint. En el mismo mes, Edelman ofreció 23 dólares por acción, o 416,3 millones de dólares, para adquirir la empresa. El consejo directivo de Datapoint rechazó la oferta pero lanzó una invitación a recibir propuestas de adquisición de otras partes interesadas. Entonces Edelman retiró su oferta y comenzó a buscar directamente el consentimiento de los accionistas para destituir a los miembros consejo directivo de Datapoint y sustituirlos por personas de su elección y después vender la compañía a un tercero o terceros; este era su patrón habitual de adquisición de negocios aplicado en otras empresas. Como resultado, la junta de Datapoint cambió los estatutos de la compañía para dificultar la solicitud de consentimiento, un cambio que Edelman luego bloqueó con éxito en la corte. En febrero de 1985, Datapoint informó de un aumento previsto de 15,9 millones de dólares de pérdidas para el último trimestre de 1984. Después de tres meses de discusiones, el 16 de marzo el directorio de Datapoint acordó reestructurar la empresa, comenzando por la renuncia inmediata de O'Kelley y siendo reemplazado como presidente por Edelman, quien abandonó las disputas legales.

## Desinversiones
Después de la absorción de Edelman, Datapoint separó su división de servicio en la sociedad Intelogic Trace, Inc., la cual estaba inicialmente especializada en dar servicio a equipos de Datapoint pero más tarde lo fue ampliado a dar soporte de productos de otros vendedores. Intelogic Trace declaró la bancarrota según el Capítulo 11 , y el 6 de abril de 1995, sus activos se vendieron a una compañía de Pensilvania.
La misma Datapoint se vio involucrada en una batalla posterior por el control de la empresa que atrajo la atención por parte de la SEC. En diciembre de 1999, todas las tecnologías de comunicaciones de video patentadas por Datapoint, junto con todo el inventario y los activos asociados con el grupo de negocios de video, se vendieron a uno de sus revendedores, VUGate. Un puñado de empleados leales de la división de vídeo se pusieron a trabajar para esta empresa que todavía vende el producto en la actualidad.
El 3 de mayo de 2000 Datapoint se acogió al Capítulo 11 de la bancarrota y fue dividida:
- Datapoint Corporation : el 19 de junio, la compañía vendió por 49,3 millones de dólares el nombre de Datapoint y varias operaciones a su subsidiaria europea. La empresa cambió su énfasis a los equipos para centros de llamadas y se retiró en gran medida del mercado de las computadoras. Adquirido por Alchemy Partners, en 2007 adquirió la línea de negocio Avaya del Grupo Touchbase para expandir su presencia y extenderse a las comunicaciones empresariales. Con sede en Brentford, Inglaterra, tiene clientes en 5.000 sitios en 41 países.
- Dynacore Holdings Corporation : el 19 de junio de 2000, el remanente de las operaciones de Datapoint en EE. UU. cambió su nombre a Dynacore Holdings Corporation y formó una subsidiaria que presentó 14 demandas basadas en dos patentes otorgadas a Datapoint con respecto a las redes de área local. Con solo $ 1.3 millones restantes de la venta de sus operaciones europeas después de pagar sus deudas y sin productos para vender — sus ingresos totales para el primer semestre de 2001 disminuyeron a $ 9,000 y un año después cayeron a cero— Dynacore buscó una compañía para comprar.. En febrero de 2003, Dynacore participó en una adquisición inversa de The CattleSale Company. Asher Edelman ahora forma parte de la junta directiva de CattleSale.
- Datapoint USA, Inc. - en abril de 2003, Datapoint USA, Inc. asumió el control de todos los productos basados en el sistema operativo RMS de Datapoint Group (Reino Unido). Datapoint USA, Inc. tiene su sede en San Antonio, TX y continúa brindando servicios de desarrollo, mantenimiento y soporte de RMS a usuarios de todo el mundo. Un edificio de oficinas y una calle en San Antonio todavía llevan el nombre de Datapoint, pero no están asociados con la empresa estadounidense residual.